# Stretti della Florida
Gli Stretti della Florida sono una serie di zone di mare che delimitano le propaggini meridionali della Florida. In questa zona di mare passa la corrente della Florida, la propaggine iniziale della corrente del Golfo, che comincia nel golfo del Messico.
I diritti di sfruttamento dei beni del sottosuolo marino (petrolio e gas naturale nella fattispecie) sono stati sanciti da un trattato del 1977 tra gli Stati Uniti d'America e Cuba. Quest'ultima è attivamente impegnata nell'esplorazione di questo settore, mentre gli Stati Uniti sono bloccati da interessi ambientali e turistici. Alcuni studi geologici parlano di risorse quantitativamente importanti.